# Neutrofilia
Neutrofilia – zwiększenie liczby granulocytów obojętnochłonnych we krwi obwodowej powyżej 8000/µl. Fizjologicznie stan ten towarzyszy ciąży, stanom stresowym (ból, strach, emocje), a także daje się stwierdzić po obfitych posiłkach. 

## Przyczyny
Najczęstszą klinicznie istotną przyczyną neutrofilii są zakażenia bakteryjne. Poza tym neutrofilia jest obserwowana także w przypadku stanów hematologicznych, takich jak:
- przewlekła białaczka szpikowa,
- przewlekła białaczka neutrofilowa,
- przewlekłe zespoły mieloproliferacyjne,
- chłoniak Hodgkina oraz inne chłoniaki o wysokiej złośliwości,
- przełom hemolityczny,
- stosowanie czynników wzrostu szeregu granulocytarnego,
- stan po splenektomii.

Innymi niehematologicznymi przyczynami neutrofilii mogą być:
- rozsiane procesy nowotworowe,
- polekowe (adrenalina, kortykosteroidy)
- zawał serca oraz inne martwice narządowe, a także urazy, oparzenia,
- choroby autoimmunologiczne (SLE, guzkowe zapalenie tętnic, reumatoidalne zapalenie stawów),
- zapalenia o innej etiologii niż bakteryjne (dużo rzadziej),
- ołowica,
- zespół Cushinga,
- wrzodziejące zapalenie jelita grubego.

## Ocena stopnia dojrzałości neutrofili

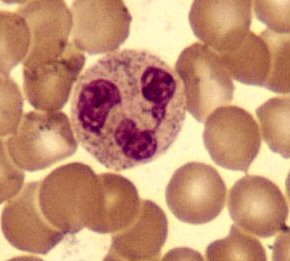
Na fotografii widoczny neutrofil z trójpłatowym (trójsegmentowym) jądrem. (Barwienie metodą Giemsy)

Istotną czynnością w przypadku stwierdzenia podwyższonej ilości neutrofili jest określenie stopnia segmentacji ich jąder. Młode neutrofile posiadają jednopłatowe jądro (tzw. pałki), które w miarę dojrzewania komórki ulega segmentacji. Określenie nieprawidłowości w strukturze ilościowej młodych i starych neutrofili pozwala na rozróżnienie stanów chorobowych przebiegających z "odnową neutrofilową" – np. infekcje, białaczki, zawał lub złośliwe nowotwory oraz stanów, w których mamy do czynienia z przewagą wielosegmentowych, starych form – np. w przypadku niedoboru witaminy B12 lub kwasu foliowego, mocznicy, chorób wątroby itd. Do uszeregowania fizjologicznych proporcji neutrofilów pod względem segmentacji jąder służy skala Arnetha:
| Liczba płatów | Odsetek neutrofili |
| ------------- | ------------------ |
| 1             | 12                 |
| 2             | 25                 |
| 3             | 46                 |
| 4             | 15                 |
| 5             | 2                  |

Podwyższenie stosunku młodych neutrofili od wielosegmentowych potocznie określa się jako "przesunięcie w lewo", zmniejszenie – "przesunięcie w prawo".